# Pierre de Foix (1386-1464)
Cet article concerne Pierre de Foix dit « l’Ancien ». Pour Pierre de Foix dit « le Jeune », voir Pierre de Foix (1449-1490). Pour d’autres homonymes, voir Pierre de Foix.
Pierre de Foix (1386 - † le 13 décembre 1464), dit l'Ancien ou le Vieux, cardinal (1409), légat du pape à Avignon (1433-1464) et archevêque d'Arles (1450-1463). 

## Biographie

### Enfance et formation
Pierre de Foix (Pétro de Fuxo) est issu d’une grande famille féodale, les comtes de Foix, connue depuis le XIe siècle. Il nait en 1386, fils d’Archambaud, captal de Buch, et d’Isabelle, comtesse de Foix.
Il fait ses études chez les Cordeliers et sa carrière dans l’Église.

### Premières années
Il est d'abord le 23 octobre 1409 évêque de Lescar à 20 ans.

### Le Grand Schisme
En 1409, il est créé cardinal lors du grand schisme d'Occident, par Benoît XIII pape d’Avignon, appelé aussi Pedro de Luna. Il a un rôle important, pendant et après le Concile de Constance auprès de Benoît XIII, réfugié à Peniscola, et auprès de ses partisans en particulier aragonais. Il est convoqué pour examiner les droits des prétendants au trône pontifical, et contribue à l'élection de Martin V le 11 novembre 1417.
Pour mémoire rappelons que le Concile de Constance met fin au Grand schisme d'Occident (1388-1417). Ce schisme n’a guère touché le peuple fidèle. Il s'agissait d'un « combat de chefs » ! Cependant il y a eu « schisme » au niveau des diocèses et des évêques : on était de l'obédience de Rome ou de celle d'Avignon, le plus souvent selon le choix des responsables politiques.

### Légat du pape
Envoyé par le nouveau pontife Martin V (élu en 1417) en qualité de légat près du roi d'Aragon Alphonse V, il obtient en 1429 à Tortose l'abdication de l'antipape Clément VIII et de fait, le schisme en Aragon. 
Il est évêque de Comminges (au sud de Toulouse) de 1426 à 1437.
En 1448, il intervient en tant que légat du pape lors de l’invention des reliques de Marie Salomé et Marie Jacobé à  Notre-Dame-de-la-Mer (les Saintes-Maries-de-la-Mer).

### Recteur du Comtat venaissin
Peu de temps après la mort de Louis Aleman, il est nommé, par Eugène IV, recteur du Comtat Venaissin, gouverneur d’Avignon et archevêque d’Arles (1450-1463). À ce titre, le 3 septembre 1455, il célèbre  dans la ville d'Arles, en l'église métropolitaine, le mariage en secondes noces du roi René avec Jeanne de Laval. Il y a à cette occasion, durant huit jours, de grandes fêtes publiques, bals, festins, feux de joie, tournois, cavalcades, etc. Toujours comme archevêque, il préside en 1457 le concile d’Arles, puis l’année suivante le concile d'Avignon. Il y fait arrêter divers règlements pour l'administration des diocèses.
À titre anecdotique, il autorise en 1459 l’ancêtre de Nostradamus Crescas de Carcassonne, converti juif, à porter le nom de « Pierre de Notre-Dame » et en 1460, il accorde une bulle d'indulgences pour favoriser l'édification d'une église des prêcheurs dans la ville d'Arles.
D'après l'historien Jean-Pierre Papon, il démissionne un peu avant 1462 de sa charge d'archevêque d'Arles où il est remplacé par Philippe de Lévis.
En février 1463, il est nommé évêque administrateur de Tarbes.
Le cardinal meurt en Avignon, le 13 décembre 1464, âgé de 78 ans et est inhumé dans un tombeau de marbre dans l’église des Cordeliers, où il est représenté agenouillé. Il a le temps de constituer une riche bibliothèque dont la plupart des ouvrages ont appartenu à l’antipape Pierre de Luna. Toulouse lui doit la fondation du Collège de Foix.

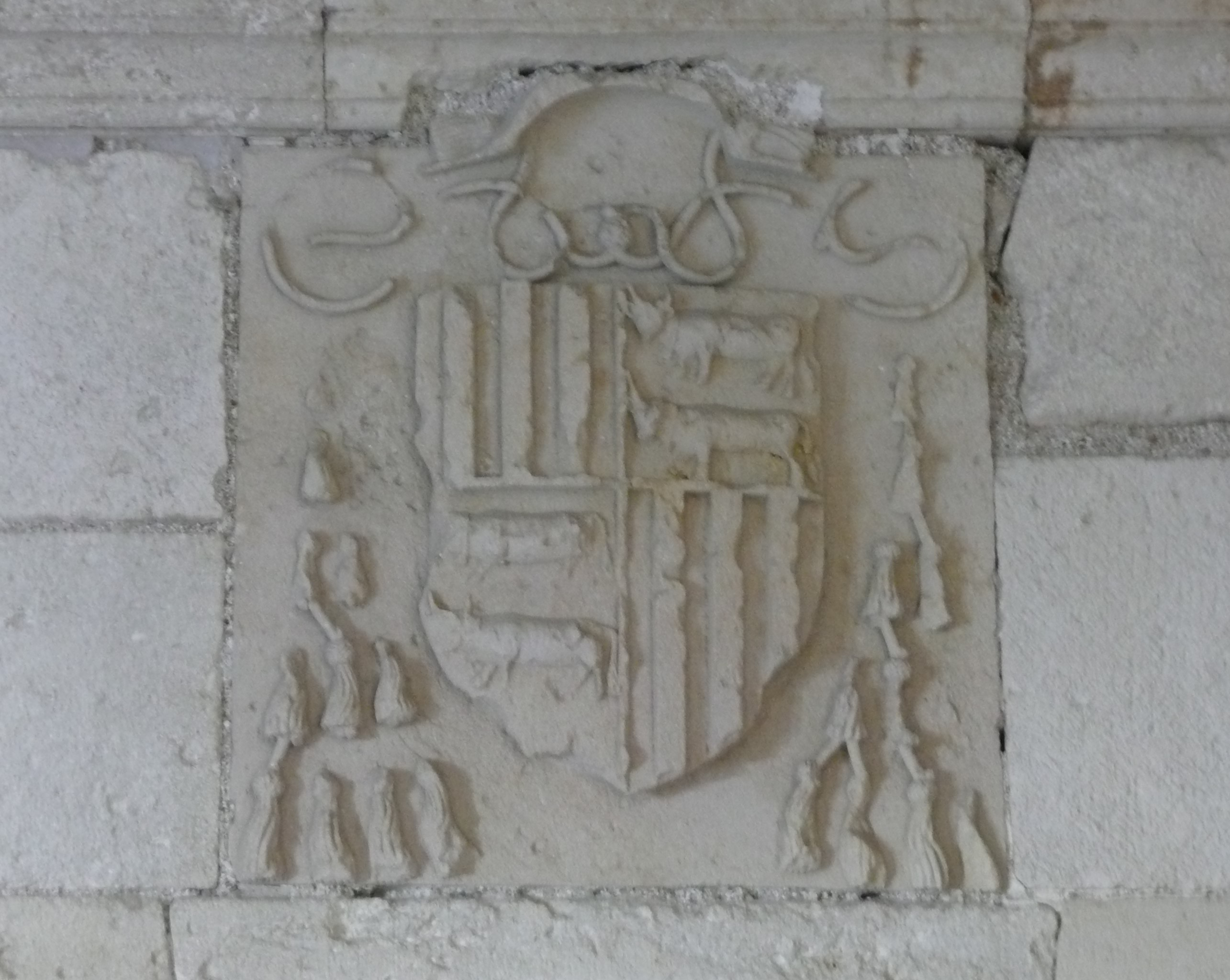
Cloître de Montmajour
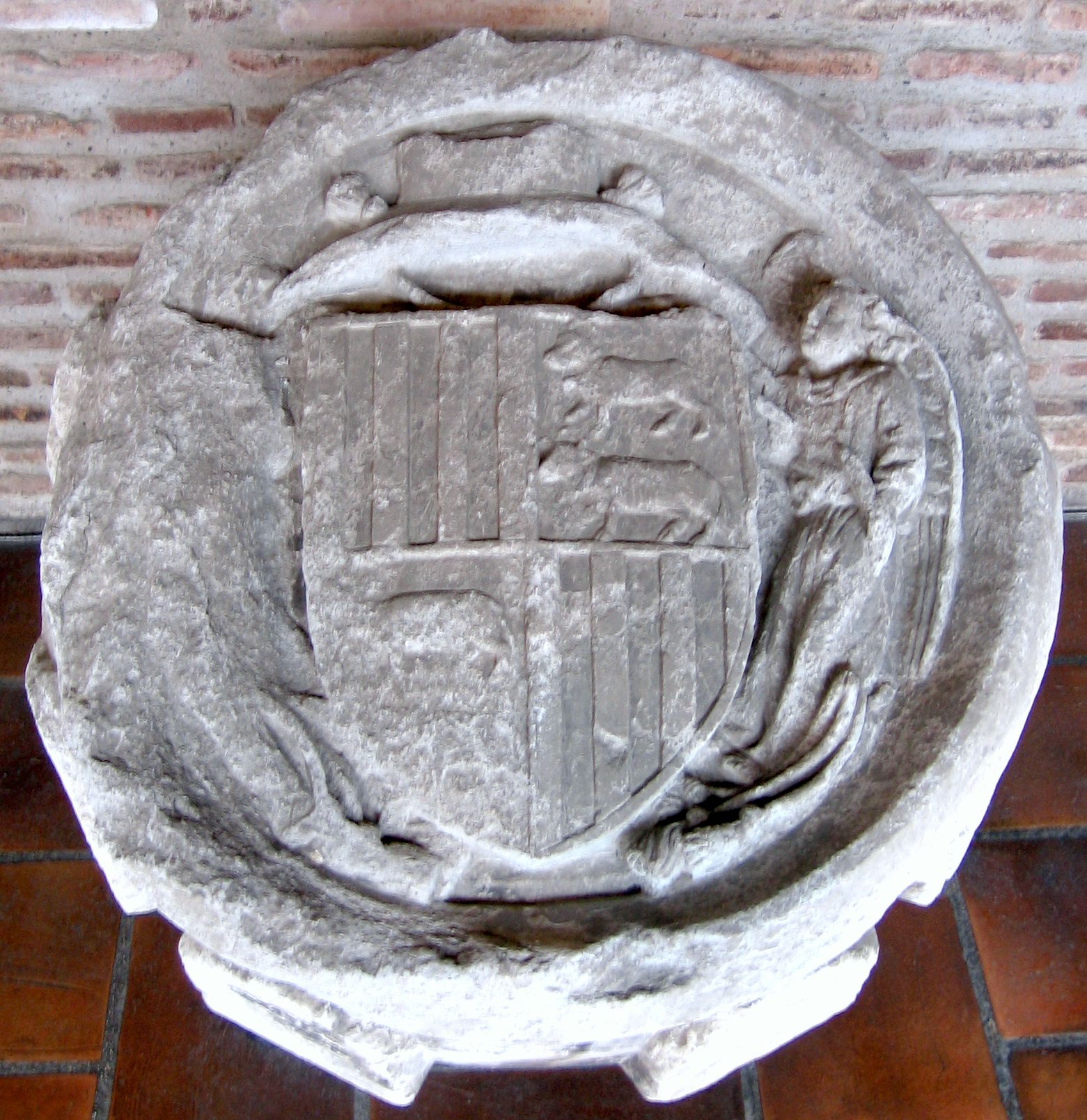
Clef de voûte du collège de Foix
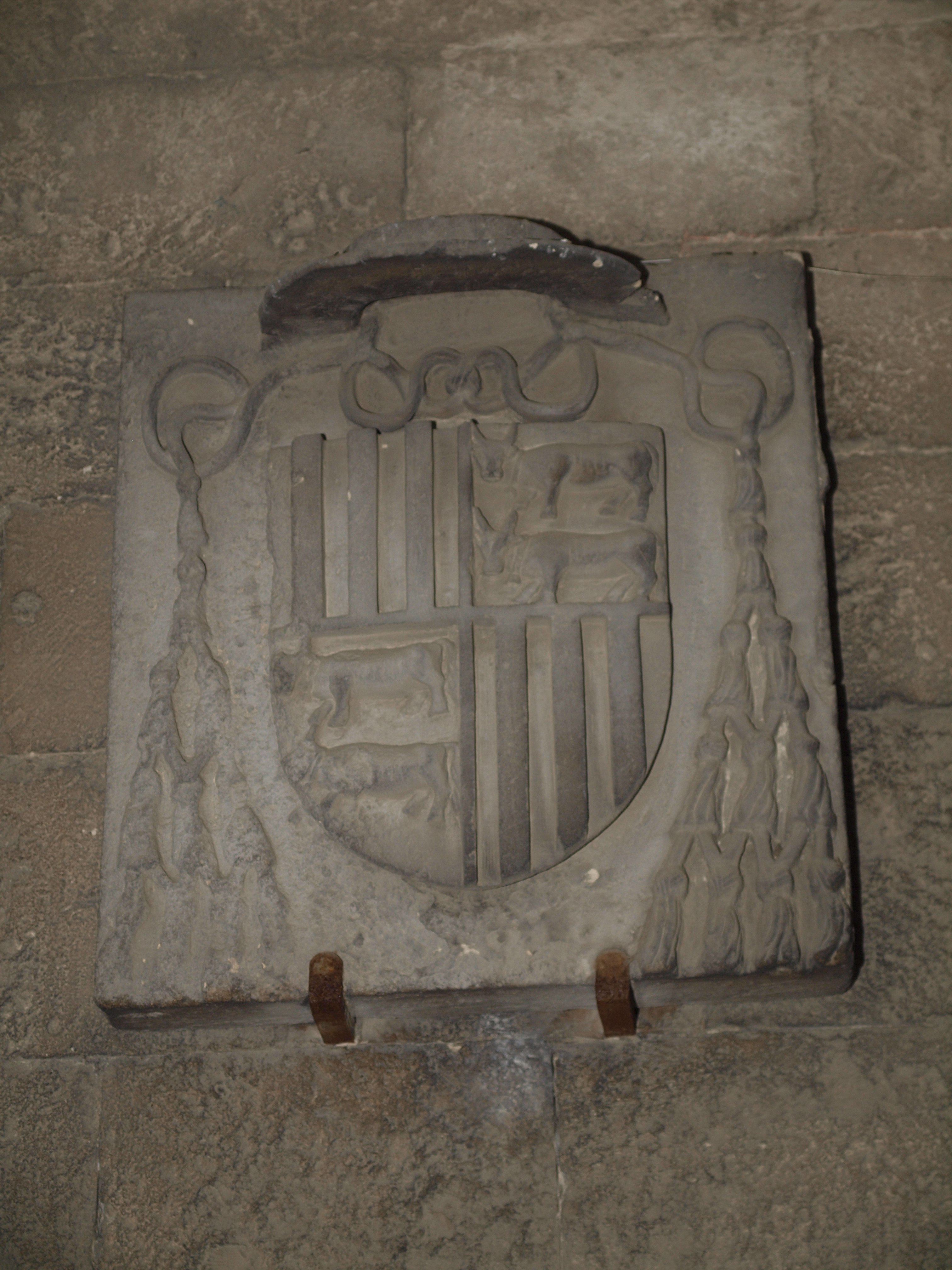
Cloître Saint-Trophime d'Arles

### Source partielle
Marie-Nicolas Bouillet  et Alexis Chassang (dir.), « Pierre de Foix (1386-1464) » dans Dictionnaire universel d’histoire et de géographie, 1878 (lire sur Wikisource)